# Piplärkan 2

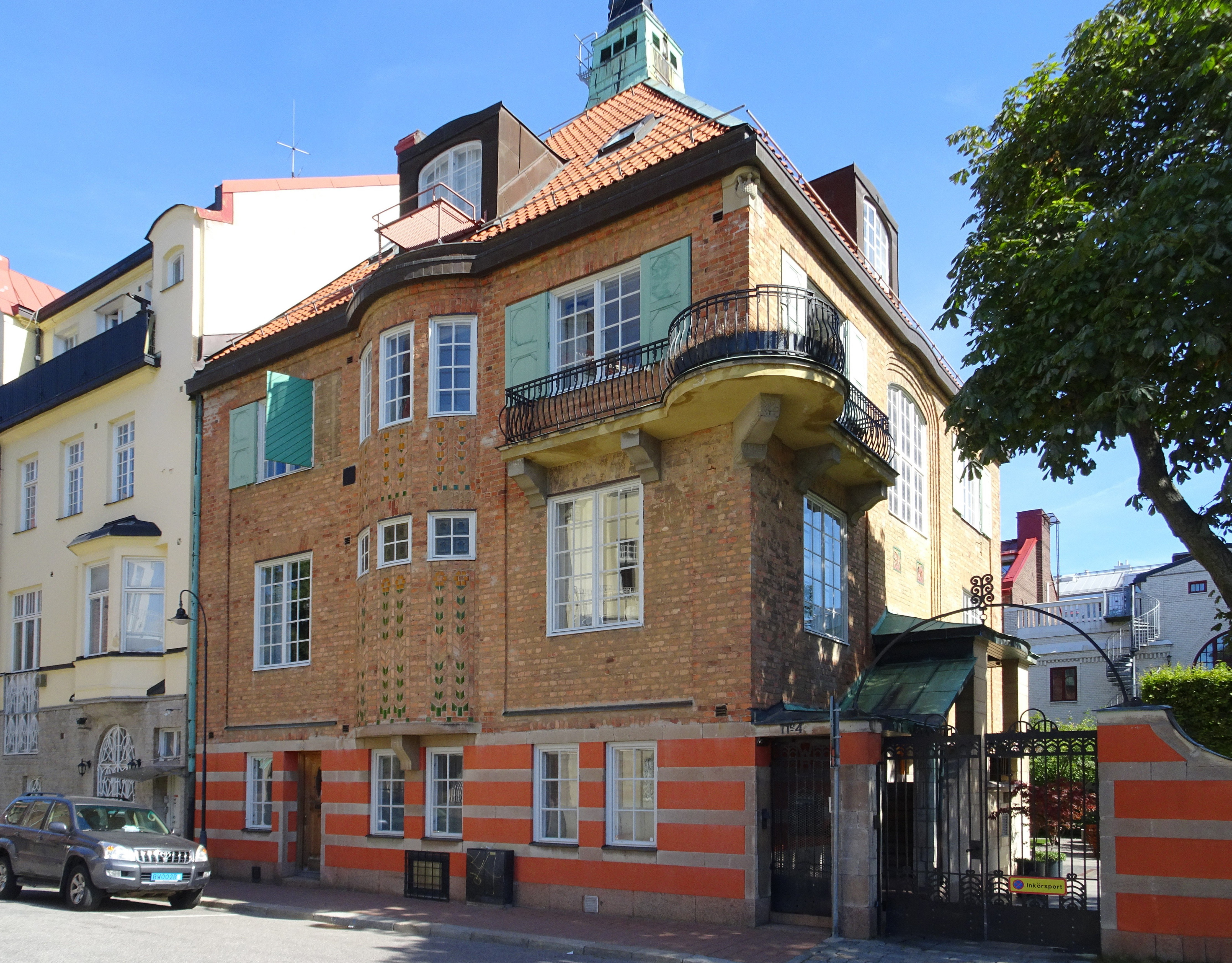
Piplärkan 2, Baldersgatan 4, augusti 2022.

Piplärkan 2 är en kulturhistoriskt mycket värdefull villafastighet i kvarteret Piplärkan i Lärkstaden på Östermalm i Stockholm. Denna stadsvilla vid Baldersgatan 4 ritades 1909 av arkitekten Erik Lallerstedt och uppfördes 1909–1910 av byggmästaren Frithiof Dahl. Enligt Stadsmuseet i Stockholm  har byggnaden "ett utomordentligt stort arkitektoniskt värde" och är blåmärkt vilket är den högsta klassen och innebär "att bebyggelsen bedöms ha synnerligen höga kulturhistoriska värden".

## Bakgrund

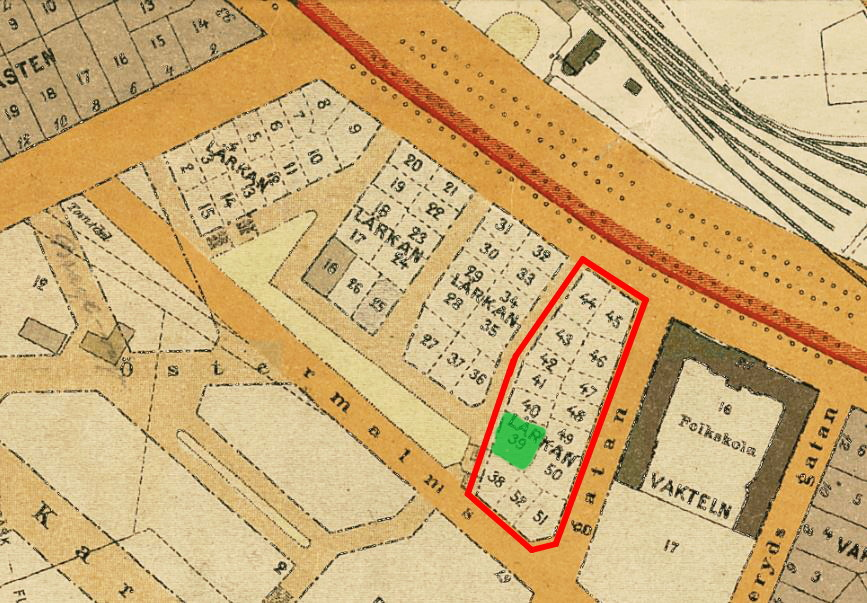
Kvarteret Lärkan, tomt nr 39 (nuvarande Piplärkan 2) 1909.

I februari 1909 inleddes auktionerna av de 51 villatomterna i kvarteret Lärkan. Bland tidiga tomtköpare fanns arkitekten Erik Lallerstedt som i juni 1909 förvärvade tomten nr 39 (senare namnändrad till Piplärkan 2) vid den blivande Balgersgatan. Fastigheten avsåg den södra hörntomten i längan Piplärkan 2–6 och omfattade 551,8 kvadratmeter ”å fri och egen grund”. Säljare var Stockholms stad. Med över 550 kvadratmeter hörde Piplärkan till de större fastigheterna i Lärkstaden. Troligen sålde Lallerstedt tomten ganska omedelbart till byggherren, ingenjören Walter Böker (1866-1930), eftersom Stockholms adresskalender från 1911 uppger honom som fastighetsägare.

## Byggnadsbeskrivning

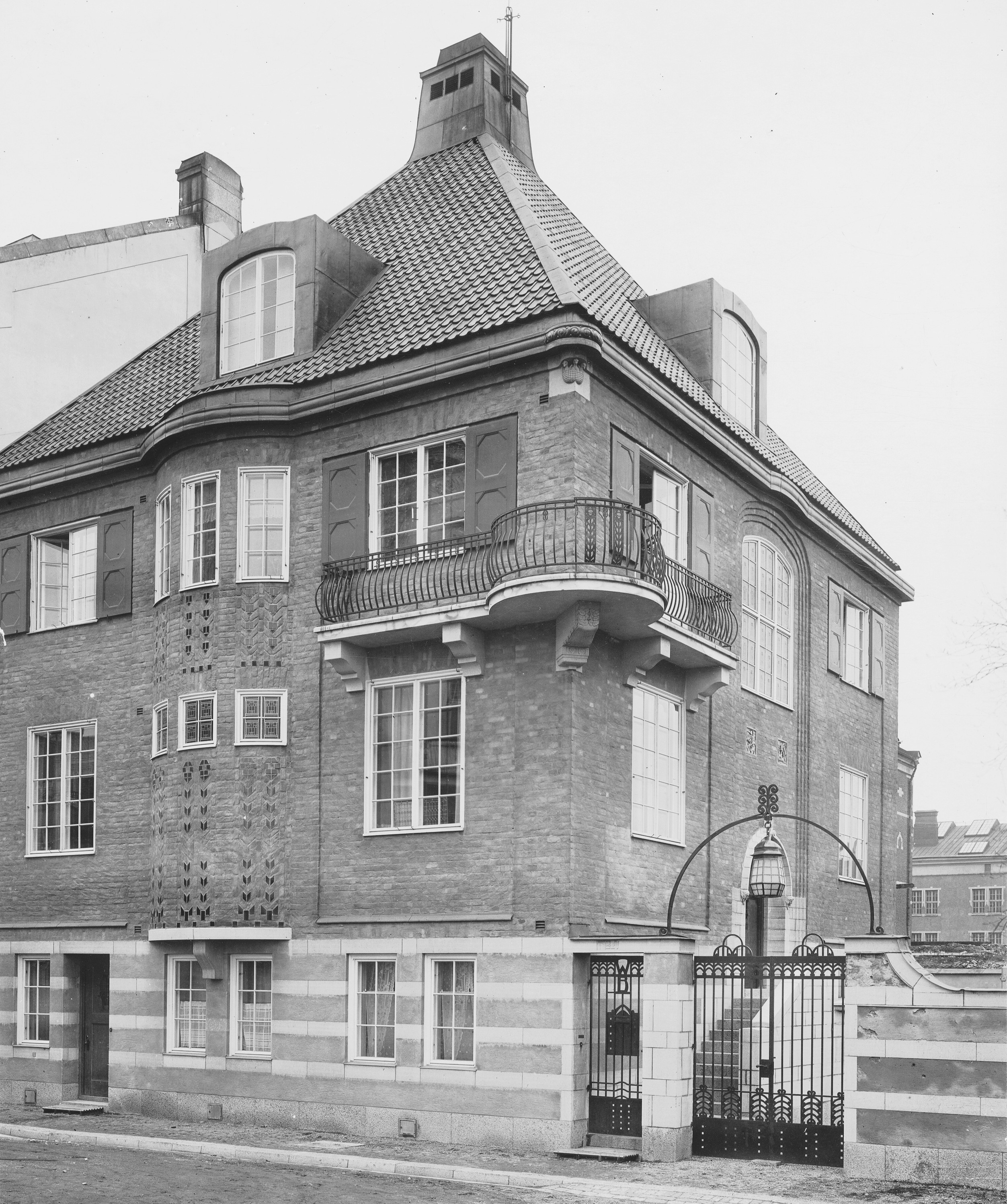
Villan nyss färdigställd, 1911.

### Exteriör
Piplärkan uppfördes i tre våningar med utbyggbar vind under ett brant pyramidtak med en central placerad skorsten som ger huset karaktär. Stilen är nationalromantisk med inslag av jugend. Fasaderna uppmurades i ljust rödbrunt murtegel som hade skiftande kvalitet och var ursprungligen täckt av ett tunt putsskikt. På burspråket syns utsmyckningar av grönt och gult glaserat tegel som bildar ett blommotiv. Sockel utfördes av granit med putsade band, för övriga stendetaljer användes kalksten från Närke. På våning två trappor märks en rundad hörnbalkong vilande på kraftiga naturstenskonsoler och med utsvängt smidesräcke. 
Entrégrinden är av smide och bär byggherrens initialer ”WB”. Husets entréportal nås från trädgården på södra sidan. Den och passagen dit är väderskyddade under ett koppartäckt tak som tillkom vid senare tillfälle (saknas på äldre fotografier). Själva entrétrappan är av granit. Portalen inramas av en valvbåge i natursten som avslutades av två maskaroner. På fasaden ovanför finns reliefer i glaserat lergods utförda av skulptören Karl Hultström och tillverkade på Rörstrands porslinsfabrik. På hushörnet under takfoten uppsattes en lekfull detalj som för tanken till fastighetsbeteckningen ”Piplärkan”: ett fågelbo med tre ungar skulpterat i natursten.

### Interiör
Lallerstedt ritade en rymlig och påkostad bostad för direktören Walter Böker och hans hustru Anna Elisabeth. Paret var barnlös och någon barnkammare fanns inte. Den ursprungliga rumsuppdelningen på en nästan kvadratisk grundplan var enligt arkitektritningarna från 1909 följande:
- Källarvåning – matkällare, vinkällare
- Bottenvåning – tvättstuga, garage (”automobilstall”), pannrum, vedkällare och förråd samt en liten lägenhet om ett rum och kök med egen entré från gatan, troligen för chauffören.
- Våning 1 trappa – entré med hall, herrum, matsal med skjutdörrar till salongen samt kök med serveringsgång och interntrappa upp till andra våningen.
- Våning 2 trappor – Sängkammare med intilliggande badrum, biljardrum med öppen spis och balkong, ett gästrum och ett rum för betjänt.
- Vindsvåning – ett inrett rum och tre oinredda vindskontor

Vid Stadsmuseets inventering 1984 kvarstod från ursprunglig interiör bland annat listindelade väggar och öppen spis av marmor i före detta salongen samt kombinerade skjut- och vikdörrar med blyinfattade gröna glas till före detta matsalen. I trapphuset fanns ett stort blyinfattat fönster.

Fasaddetaljer
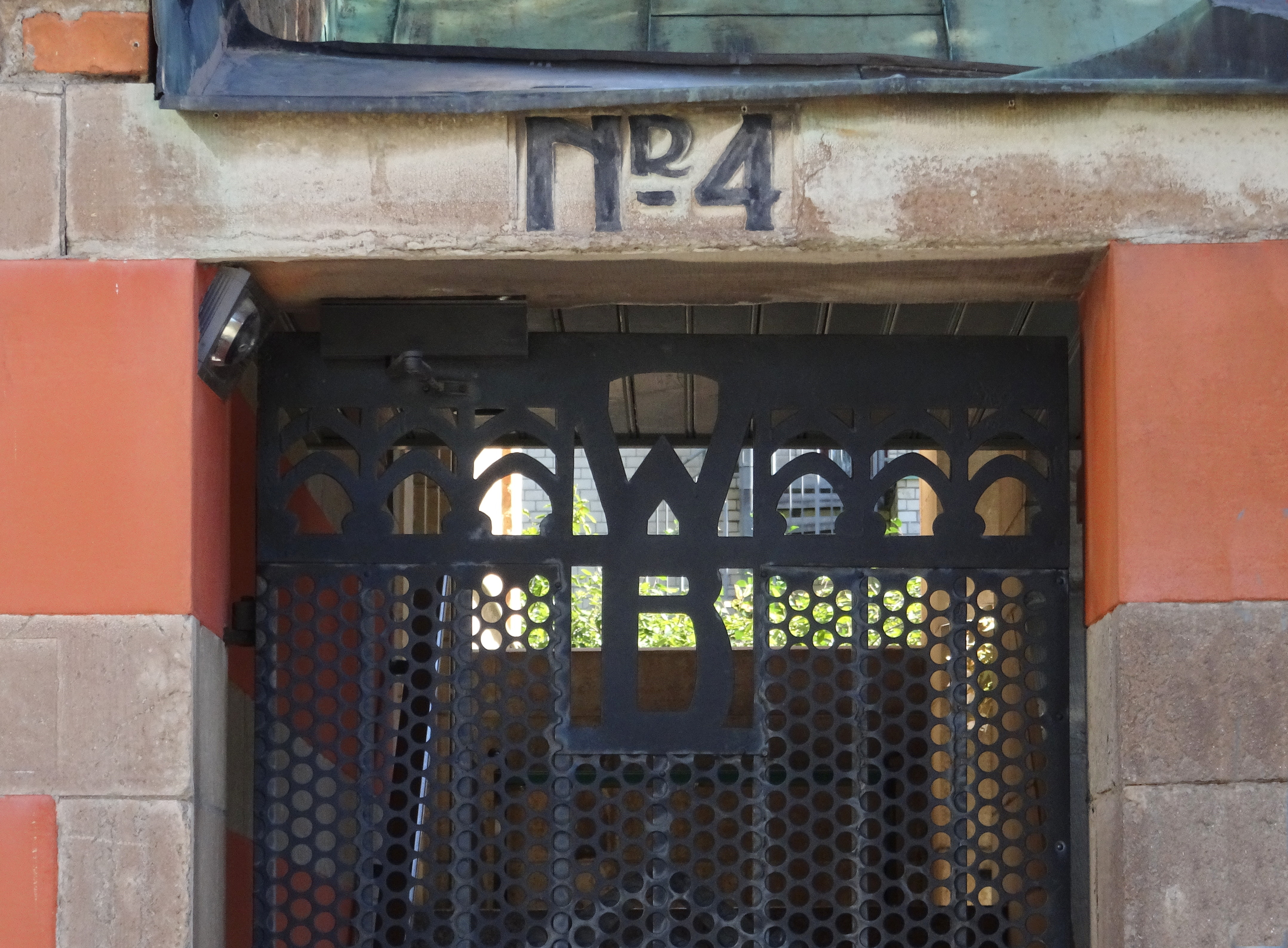
Smidesgrinden med initialerna "WB".
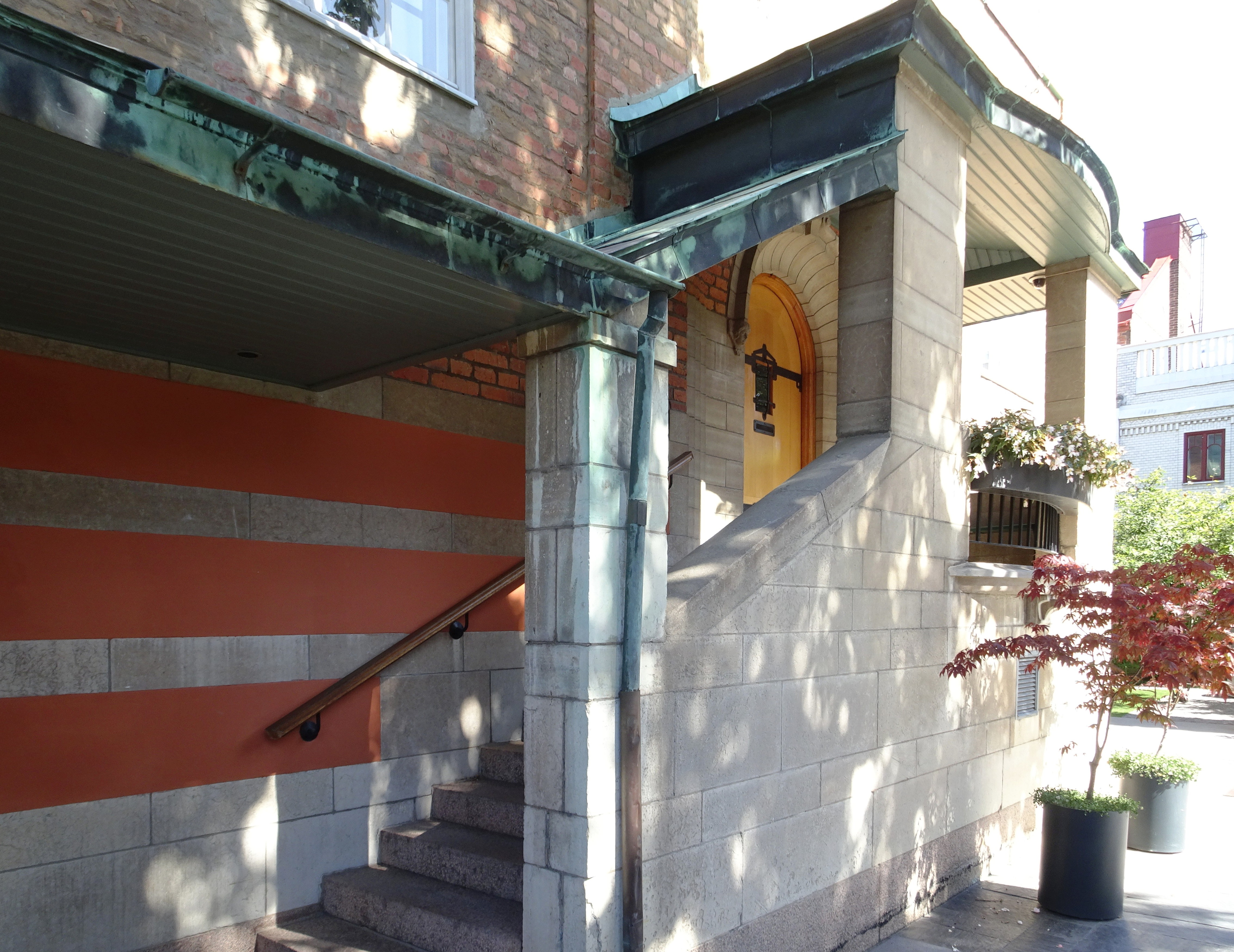
Entrén vid södra gaveln.
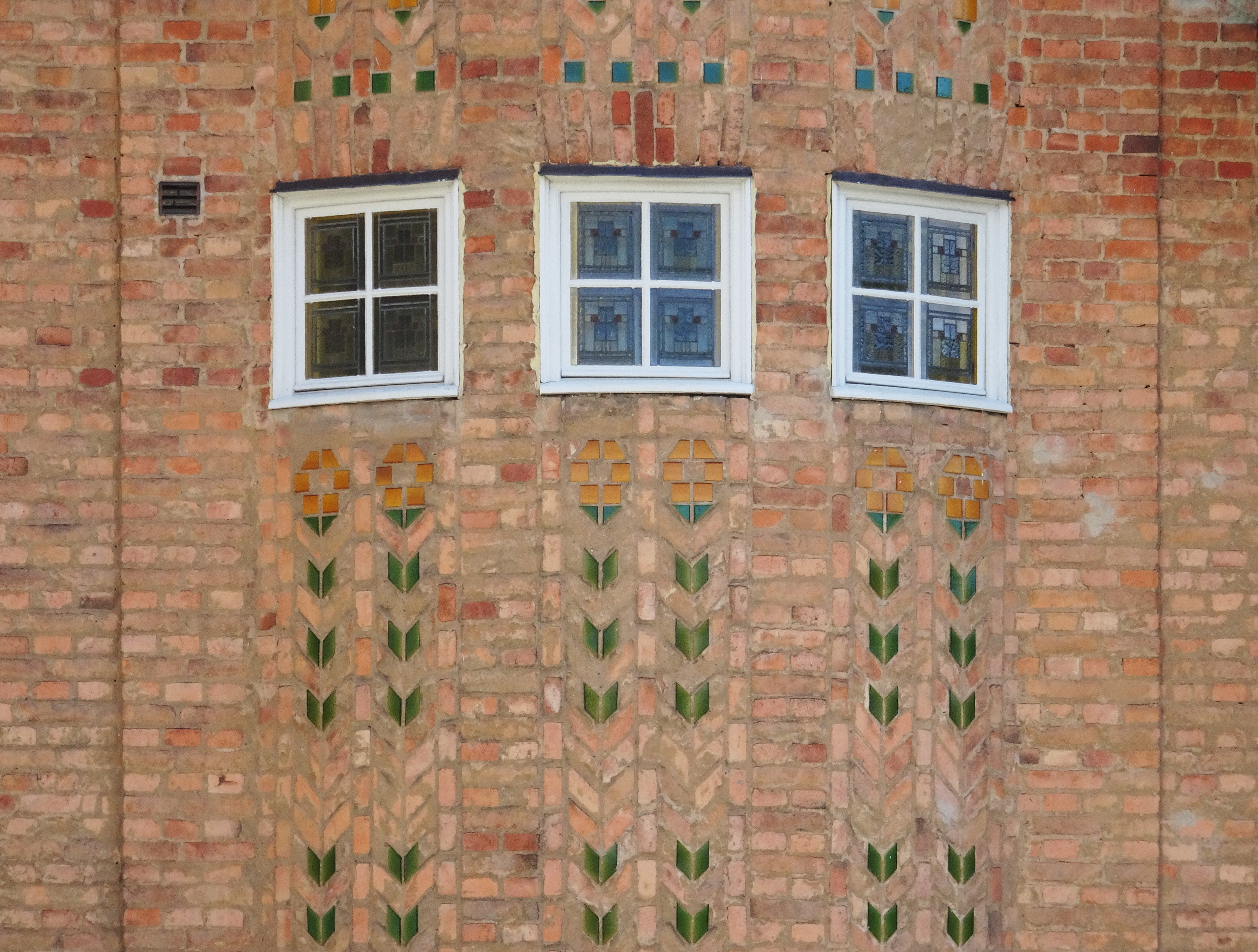
Burspråket med blommotiv.
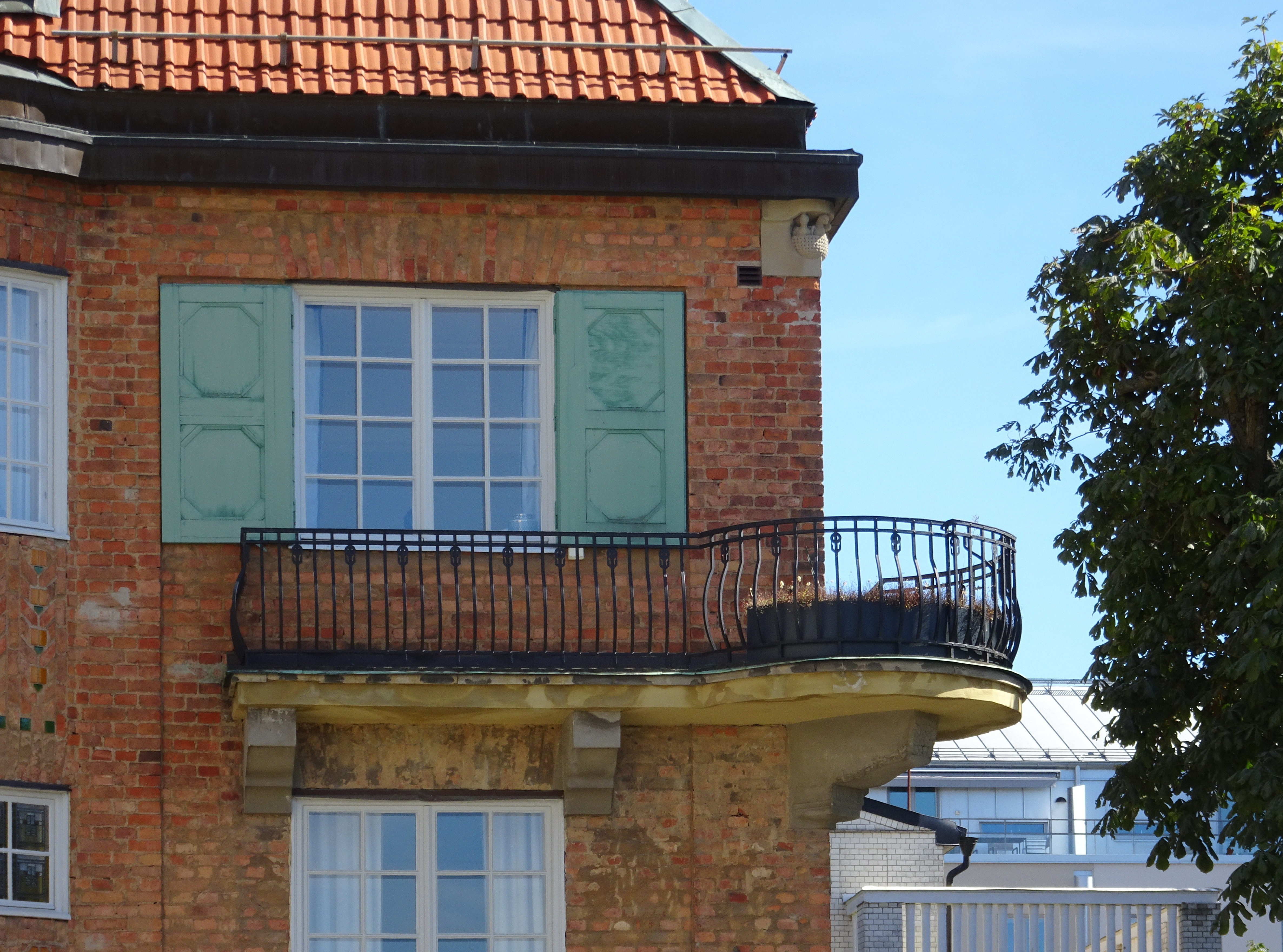
Hörnbalkongen.
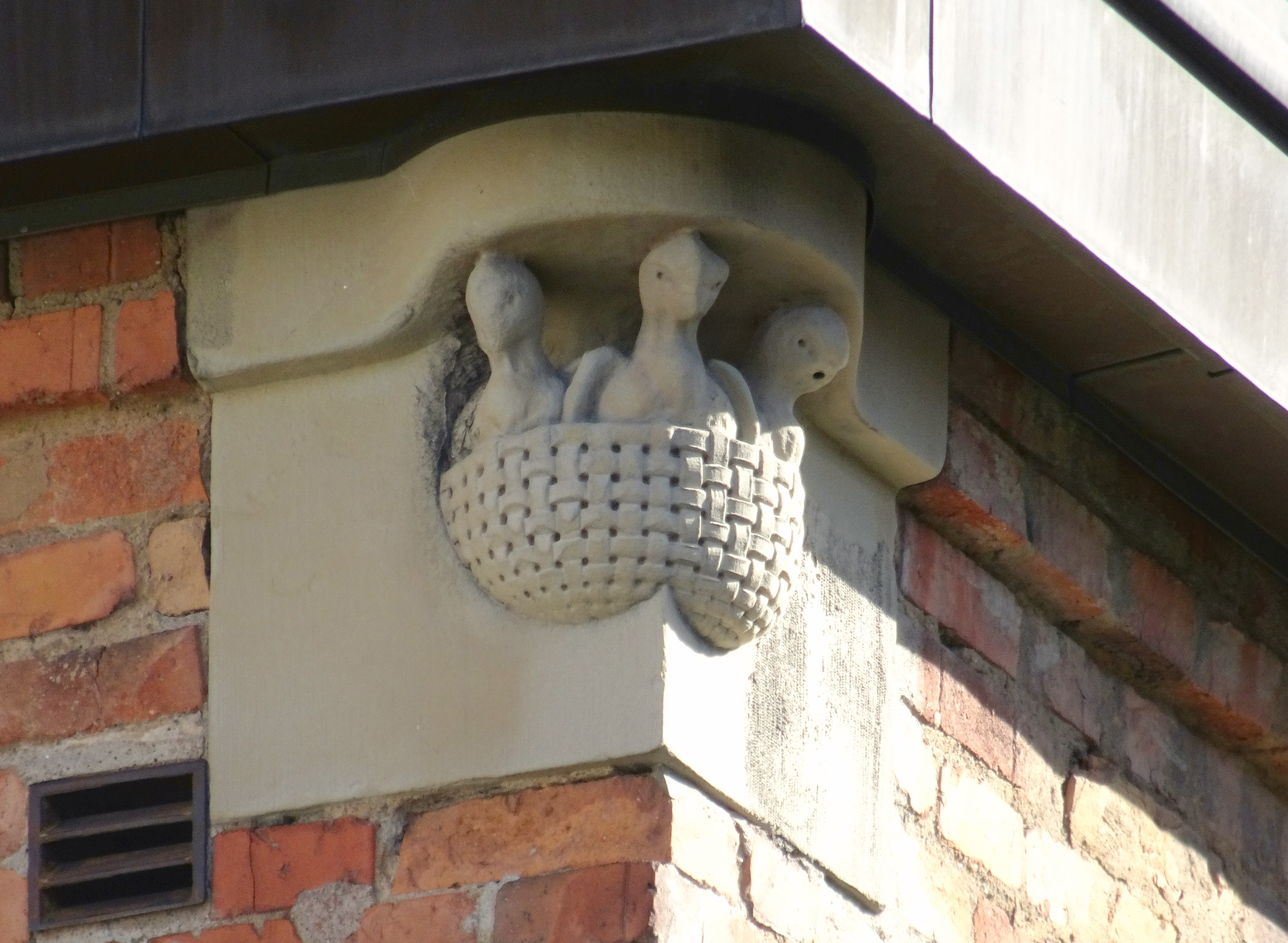
Fågelboet under takfoten

### Husets vidare öden
Enligt Stockholms adresskalender från 1926 ägdes Piplärkan 2 då fortfarande av Walter Böker. 1927 utfördes en mindre ombyggnad. På 1950-talet kontoriserades byggnaden och på vinden inreddes tre rum. På 1970-talet uppger Stadsmuseets byggnadsinventering Saab-Scania AB som ägare med kontorsverksamhet i huset samt i grannbyggnaden Piplärkan 1. År 2001 återställdes fastigheten till privatbostad kallad ”Villa Böcker” efter beställaren Magnus Karlsson Böcker. För ritningarna svarade arkitekt Thomas Sandell. Idag (2022) ägs fastigheten av Imberis Invest AB.

### Noter

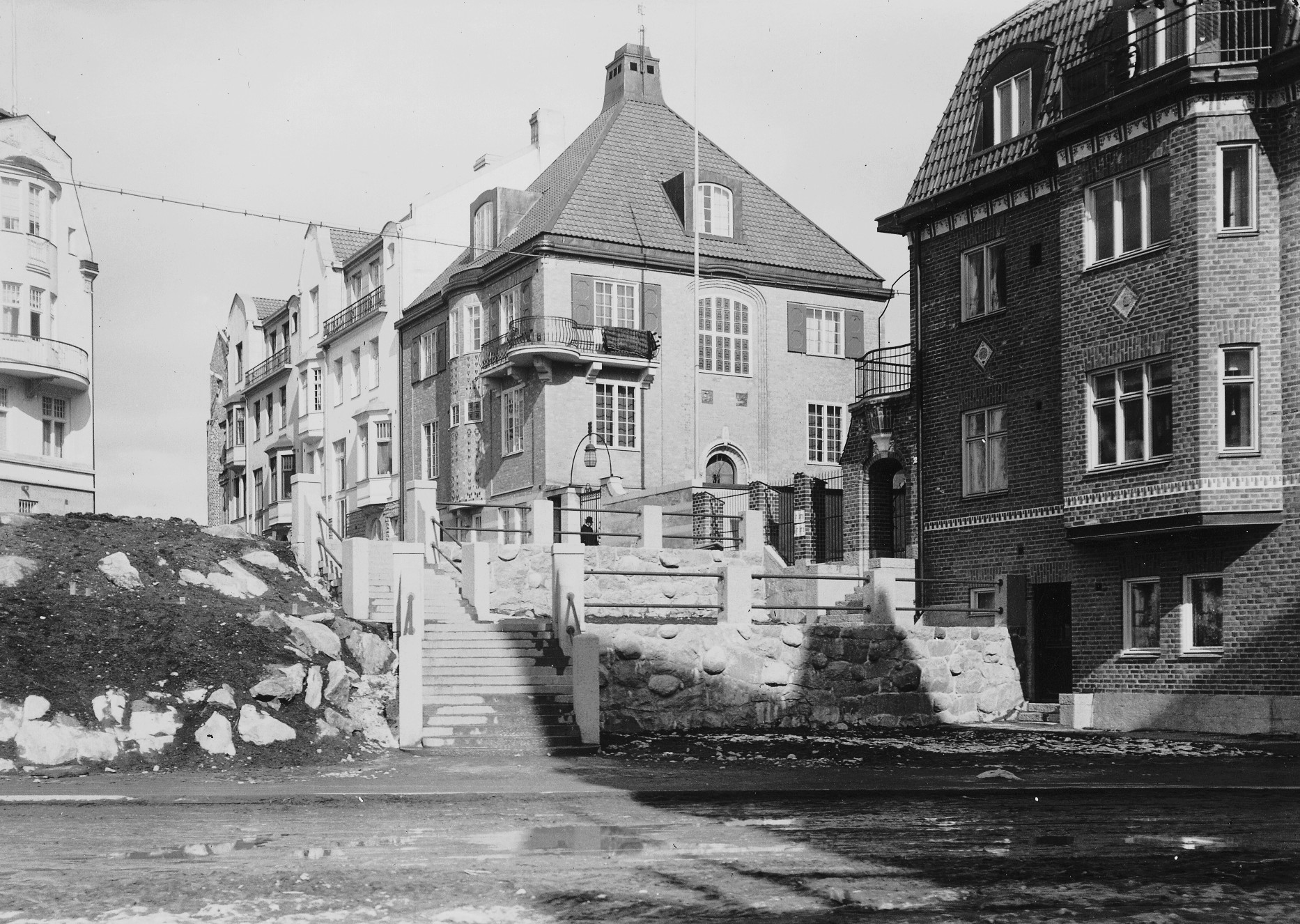
Piplärkan 1 (närmast till höger) och ovanför trappan Piplärkan 2, 3 och 4, 1911.